# Ilia Vekua
Ilia Vekua (en georgiano: ილია ვეკუა, en ruso: Илья Несторович Векуа; Shesheleti, Gobernación de Kutaisi, Imperio ruso; 23 de abril de 1907 - Tiflis, República Socialista de Georgia, URSS; 2 de diciembre de 1977), fue un distinguido científico matemático georgiano, especializado en ecuaciones diferenciales parciales, ecuaciones integrales singulares, funciones analíticas generalizadas y la teoría matemática de la mecánica de sólidos deformables.

## Biografía
Ilia Vekua nació en 1907 en el pueblo de Shesheleti, situado en la actual Abjasia, dentro de una familia georgiana (el pueblo es de mayoría georgiana). Después de terminar sus estudios en Zugdidi, ingresó en el Departamento de Física y Matemáticas de la Universidad Estatal de Tiflis. Vekua se graduó en 1930, y fue nombrado profesor en 1940. También fue subdirector del Instituto Steklov de Matemáticas (1954-1959), primer rector de la Universidad Estatal de Novosibirsk (1959-1964), vicepresidente (1964-1965) y presidente (1972-1977) de la Academia Georgiana de Ciencias. En 1969 se convirtió en el Héroe del Trabajo Socialista. Vekua recibió el Premio Stalin (1950), el Premio Lenin (1963), el Premio Estatal de la Unión Soviética (1984), tres Órdenes de Lenin y la Orden de la Insignia de Honor. El Instituto de Física y Tecnología de Sujumi, anteriormente cerca de Sujumi (Abjasia), ahora en Tiflis/Georgia, donde participó en el programa soviético de armas nucleares de la Unión Soviética, también lleva su nombre.

## Trabajos científicos
Los trabajos principales se relacionan con varias áreas científicas de la física matemática. Los trabajos realizados en el campo de las ecuaciones diferenciales parciales se dedican principalmente a la creación de una teoría analítica de una amplia clase de ecuaciones de tipo elíptico. Vekua hizo una gran contribución a la teoría de ecuaciones integrales singulares unidimensionales, descubrió e investigó una nueva clase de problemas de valores límite elípticos no Fredholm. En el campo de la mecánica, Vekua propuso una nueva versión de la teoría matemática de las capas elásticas. Solucionó los difíciles problemas de la pequeña flexión de las superficies y los problemas estrechamente relacionados de la teoría de los proyectiles.
En su honor la Universidad Estatal de Novosibirsk, instaló una placa conmemorativa en su edificio.